# OhMiBod
OhMiBod é um vibrador que foi desenvolvido para utilizar música para funcionar. O aparelho possui um microchip, mede 13 cm de comprimento por 2,5 cm de largura e vibra de acordo com a música que está sendo ouvida no iPod. O volume e o ritmo da música determina a intensidade das vibrações.